# Daimbert z Pisy
Daimbert z Pisy (italsky Dagoberto da Pisa) byl prvním arcibiskupem z Pisy a po dobytí Jeruzaléma (1099) druhým latinským patriarchou v Jeruzalémě.
Daimbert se pisánským arcibiskupem stal roku 1085 a o sedm let později mu papež udělil hlavní správu diecézí na ostrovech Sardinie a Korsika.

## Svatá země
Roku 1100 byl Daimbert jmenován papežským legátem a odplul s pisánskou flotilou do Svaté země na pomoc první křížové výpravě, jejíž účastníci bojovali s palestinskými městy. Papež Paschalis II. Daimberta jmenoval novým jeruzalémským patriarchou namísto dočasného normanského arcibiskupa Arnoula z Chocques. Daimbert otevřeně zastával názor, že nové křižácké Jeruzalémské království má mít teokratickou vládu podobnou jako v Papežském státě, s patrirchou jako přímým zástupcem papežské moci v Palestině. Pánem Jeruzaléma však byl zatím zvolen dolnolotrinský vévoda Godefroi z Bouillonu, jako Ochránce Božího hrobu a světský vládce křižáckých držav.
Daimbert, se po příjezdu do Svaté země rychle spojil s antiochijskými Normany, kteří zaútočili na byzantský přístav Latakia,. Pisánské loďstvo pod Daimbertovým velením Normanům poskytlo krytí od moře. K Latakii však dorazil také hrabě z Toulouse Raimond de Saint-Gilles, který papežského legáta donutil ke stažení italských lodí.
Daimbert se poté vydal do Jeruzaléma a doprovázela ho družina antiochijského knížete Bohemunda z Tarentu. V Jeruzalémě Daimbert sesadil prvního patrirchu Arnoula ze Chocques a začal prosazovat své názory na uspořádání Jeruzalémského království a požadoval světskou kontrolu nad Jeruzalémem a Jaffou. Godefroi jeho nátlaku ustupoval. Daimbert se účastnil i vojenských akcí jeruzalémské armády a roku 1100 byl přítomen obléhání Jaffy, které z moře podporovala benátská flotila. Jeruzalémský vládce Godefroi zatím zemřel a Daimbert začal připravovat převzetí moci. Pokusil se kontaktovat knížete Bohemunda z Tarentu, avšak jeho dopis se ke knížeti nikdy nedostal. Zato Godefroiův bratr Balduin z Boulogne se urychleně dostavil do Jeruzaléma, aby převzal bratrovo dědictví. Daimbertův spojenec se však neukázal a Balduin obsadil město. Daimbert raději ustoupil do kláštera na hoře Sion.
Balduin Daimberta později pozval zpět do města a potvrdil ve funkci patriarchy. Patriarcha Balduina na oplátku v Betlémě korunoval jeruzalémských králem. Přesto však mezi nimi zůstávalo napětí a časté konflikty, což odráželo globálnější zápasy mezi mocí světskou a církevní, avšak ne v takové míře, jako boj o investituru mezi papežem a římským císařem v Evropě. Když roku 1102 Daimbert odjel do Říma, aby podal zprávu papežovi, Balduin I. pohotově na jeho místo v Jeruzalémě dosadil nevýrazného kněze jménem Ehremar. Ten byl ihned po Daimbertově návratu sesazen.
Daimbert z Pisy zůstal patriarchou až do své smrti roku 1107. Jeho nástupcem v úřadu latinského patriarchy byl Gibelin z Arlesu.